# NGC 1792
NGC 1792 est une galaxie spirale rapprochée et située dans la constellation de la Colombe. NGC 1792 a été découverte par l'astronome écossais James Dunlop en 1826.

## Caractéristiques
La classe de luminosité de NGC 1792 est II-III et elle présente une large raie HI. De plus, elle renferme des régions d'hydrogène ionisé. 

### Distance
Sa vitesse par rapport au fond diffus cosmologique est de 1 230 ± 2 km/s, ce qui correspond à une distance de Hubble de 18,14 ± 1,27 Mpc (∼59,2 millions d'al).
À ce jour, 25 mesures non basées sur le décalage vers le rouge (redshift) donnent une distance de 11,849 ± 2,317 Mpc (∼38,6 millions d'al), ce qui est à l'extérieur des valeurs de la distance de Hubble. Puisque cette galaxie est relativement rapprochée du Groupe local, il est probable que cette valeur soit plus près de la distance réelle de NGC 1792. Notons que c'est avec la valeur moyenne des mesures indépendantes, lorsqu'elles existent, que la base de données NASA/IPAC calcule le diamètre d'une galaxie.

### Luminosité dans l'infrarouge
La luminosité de la galaxie NGC 1792 dans l'infrarouge lointain (de 40 à 400 µm)  est égale à 1,66 × 1010 {\displaystyle L_{\odot }} (1010,22{\displaystyle L_{\odot }}) et sa luminosité totale dans l'infrarouge (de 8 à 1 000 µm) est de 2,14 × 1010 {\displaystyle L_{\odot }} (1010,33{\displaystyle L_{\odot }}).

## Morphologie

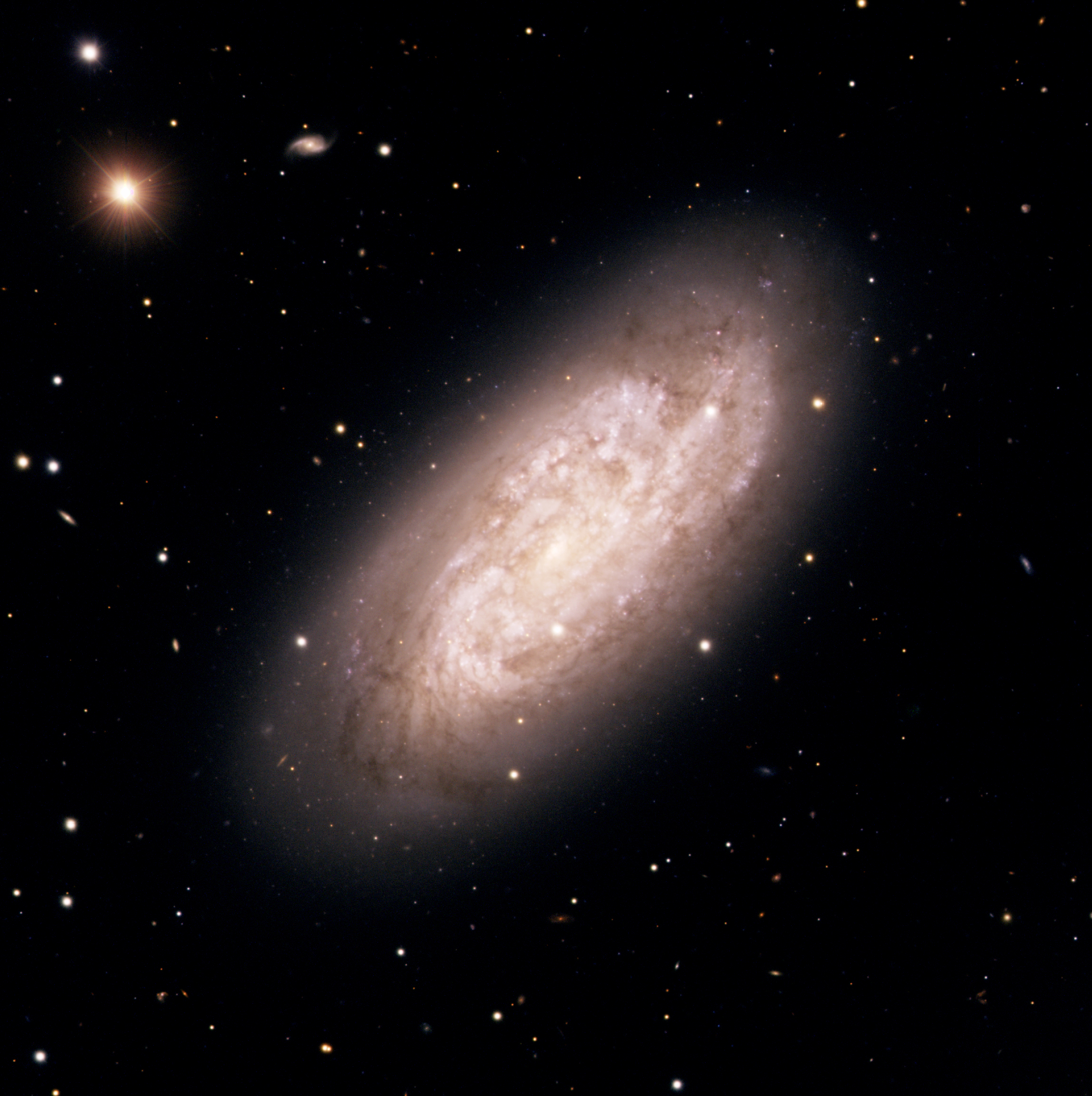
NGC 1792 par les instruments FORS1 et FORS2 des télescopes MELIPAL et YEPUN du VLT.

NGC 1792 a été utilisée par Gérard de Vaucouleurs comme une galaxie de type morphologique (R)SA(r)a dans son atlas des galaxies,.
Eskridge, Frogel et Pogge ont publié un article en 2002 décrivant la morphologie de 205 galaxies spirales ou lenticulaires rapprochées. Les observations ont été réalisées dans la bande H de l'infrarouge et dans la bande B (le bleu). Selon Eskridge et ses collègues, NGC 1792 est de type Scd dans la bande B et Sbc dans la bande H. Le bulbe de NGC 1792 est condensé en son centre sans signe de barre. Cette galaxie présente un motif spiralé cotonneux avec au moins cinq bras visibles. Les bras sont très proéminents et pleins de nœuds de formation d'étoiles. Il existe une asymétrie du sud-est de la galaxie à de faible brillance de surface, car l'un des bras ne se courbe pas dans le même sens que les autres, mais s'étend presque droit parallèlement au grand axe du disque. 

## Groupe de NGC 1792
NGC 1792 est une galaxie brillante dans le domaine des rayons X et elle fait partie d'un groupe de galaxies auquel elle a donné son nom. Le groupe de NGC 1792 de galaxies brillantes dans le domaine des rayons X comprend sept galaxies. Les six autres galaxies de ce groupe sont NGC 1808, NGC 1827, ESO 305-G009, ESO 362-G011, ESO 362-G011 et ESO 362-G011. Notons que le site de Richard Powell, « Un Atlas de l'Univers », fait aussi mention du groupe de NGC 1792, mais avec seulement quatre galaxies, soit NGC 1792, NGC 1808, NGC 1827 et ESO 305-9.
Un article publié par A.M. Garcia en 1993 mentionne aussi les galaxies de ce groupe, mais sous le nom de « groupe de NGC 1808 ». Une huitième galaxie s'ajoute à la liste, ESO 305-G017. Cette galaxie ne brille pas dans le domaine des rayons X.